# Цімцум
Цімцум ( іврит צמצום ṣimṣūm «скорочення/звуження/згущення») — термін, який використовується в луріанській кабалі для пояснення доктрини Ісаака Лурії про те, що Бог почав процес сотворіння, «скорочуючи» своє Ор Ейн Соф (нескінченне світло), щоб забезпечити «концептуальний простір», в якому можуть існувати обмежені та, здавалося б, незалежні сфери. Це первісне початкове скорочення, що утворює ḥālāl happānuy «вільний простір» (חלל הפנוי‬), в який може променіти нове творче світло, позначається терміном "цімцум" . У кабалістичній інтерпретації цімцум породжує парадокс одночасних божественних присутності та відсутності у вакуумі та існування результату Сотворіння.

## Функція
Цімцум призводить до «порожнього простору», в якому можуть існувати духовний та фізичний світи й, зрештою, свобода волі, тому послідовники Кабали часто називають Бога «Га-Маком» (המקום‬  «Місце», «Всюдисущий») у рабинській літературі («Він є місцем світу, однак світ не є його місцем»  ). Відповідно, Олам — слово івриту, яке означає «світ/царство» — походить від кореня "עלם", що означає «приховування». Ця етимологія доповнює концепцію Цимцум у тому, що різні духовні світи та кінцевий фізичний всесвіт різною мірою приховують нескінченну духовну життєву силу сотворіння.
Поступове зменшення божественного Ор (Світла)   у чотирьох духовних світах також згадується у множині як вторинний цімцумім (незліченні «згущення/завіси/звуження» життєвої сили). Такі ж приховування можна знайти і в більш ранній, середньовічній Кабалі . Нова доктрина Лурії висунула поняття первісного відходу ( dilug – радикальний «стрибок»), щоб узгодити логічний причинно-наслідковий ланцюг від Нескінченного до кінцевого Існування.

### Внутрішній парадокс
Загальноприйнятим твердженням в кабалі є те, що концепція цімцуму містить вбудований парадокс, який полягає в тому, що Бог одночасно трансцендентний та іманентний. З одного боку, якби «Нескінченне» не обмежувало себе, то ніщо не могло б існувати — все було б переповнене Божою тотальністю. Таким чином, існування вимагає трансцендентності Бога, як зазначено вище. З іншого боку, Бог постійно підтримує існування сотвореного всесвіту, і, отже, він не відсутній у ньому.

#### Наука і кабала
Фундаментальною відмінностю між сучасною наукою та традиційною кабалою є «постарістотелівська наукова доктрина» яка полягає в тому, що простір був створений першим, тоді як у єврейська релігія говорить, що світло було створено раніше за все.

## Луріанська думка

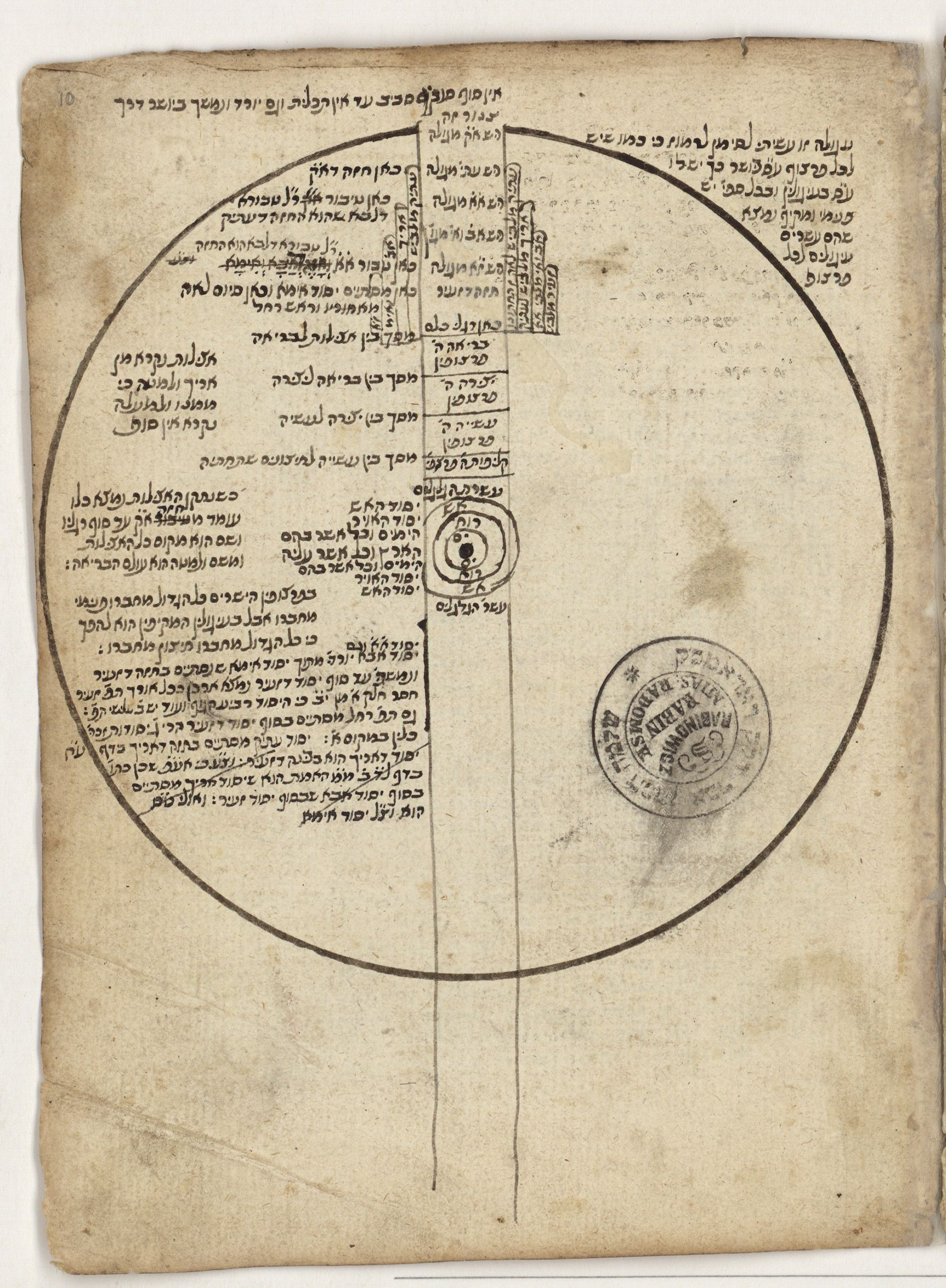
Діаграма світів, створених після першого Цимцума, знайдена в рукописі, написаному Менахемом Лонцано, версія діаграми, знайдена в працях Хайїма бен Джозефа Вітала

Ісаак Лурія ввів чотири центральні поняття в кабалістичне вчення: цімцум, Шевірат ХаКелім (розбиття посудин), Тіккун (ремонт) і Парцуфім . Ці чотири поняття є групою взаємопов’язаних і триваючих процесів. Цімцум описує перший крок Бога, за допомогою якого він розпочав процес сотворення, вилучивши власну сутність із певної області, створивши територію, в якій могло початися сотворіння. Шевірат ХаКелім описує, як після цімцуму Бог створив посудини (ХаКелім) у порожньому просторі та як і коли він почав вливати в них Своє Світло, вони були недостатньо міцні, щоб утримувати силу Божого Світла, і розбилися (Шевірат). Третій крок, Тіккун, — це процес збору воєдино та піднесення іскор Божого Світла, які були знесені разом із уламками розбитих посудин.
Оскільки поняття цімцуму поєднане з вигнанням, а Тіккун – з необхідністю виправити проблеми світу та людського існування, Лурія об’єднує космологію Кабали з практикою єврейської етики, а також розробляє етичну систему та традиційні єврейські релігійні обряди, які допомагають Богу завершити й удосконалити матеріальний світ, дотримуючись правил традиційного єврейського життя. Таким чином, на відміну від попередньої середньовічної кабали, Луріанська Кабала пов'язала перший творчий акт приховування з божественним вигнанням, а не відкритим одкровенням. Ця динамічна криза-катарсис у божественному потоці повторюється в усій луріанській схемі.

## Точка зору Хабаду
У Хабадському хасидизмі під поняттям цімцум не мається на увазі буквальне тлумачення, а скоріше пояснення того, як Бог вміщує свою присутність у єстві кінцевої реальності:  таким чином цімцум розглядається не лише як реальний процес, але також розглядається як доктрина, яку кожна людина здатна і повинна зрозуміти та розмірковувати над нею.
З точки зору Хабаду, функція цімцума полягає в «приховуванні від створених істот активну силу всередині них, дозволяючи їм існувати як матеріальні сутності, замість того, щоб бути повністю розчиненому у своєму джерелі».  Цімцум виробляє необхідний «звільнений простір» ( chalal panuiחלל פנוי‬ халалחלל‬), що позбавлений прямого усвідомлення присутності Бога.

## Точка зору Віленського Гаона
Віленський Гаон стверджував, що поняття цімцуму не потрібно тлумачити буквально, проте «вища єдність», той факт, що всесвіт лише ілюзорний і що цімцум був лише фігуративним, не був сприйнятим або навіть дійсно зрозумілим для тих, хто не був повністю посвячений у таємниці кабали. 
Інші кажуть, що Віленський Гаон дотримувався буквального тлумачення поняття цімцуму. 
Шломо Ельяшів чітко формулює таку точку зору (і стверджує, що це не лише думка Віленського Гаона, але також є прямим і простим прочитанням Луріанської кабали та єдиним істинним тлумаченням).
Однак Гаон і Ельяшів вважали, що цімцум відбувався тільки з волі Бога (Ратцон), але про самого Бога взагалі нічого сказати неможливо (Ацмус). Таким чином, вони насправді не були сторонниками буквального тлумачення поняття  цімцуму в сутності Бога. Сам твір «Ец-Хаїм» Ісаака Лурії в Першому Шаарі неоднозначний: в одному місці йдеться про буквальне розуміння цимцуму в сутності Бога та його «Я», а потім він змінюється кількома рядками на цимцум у божественному світлі (як еманована, отже, створена, а не частина Божого Я, енергії). 

## Історія та Хестер Панім
У сучасну епоху Холокост є предметом дискусії в теологічному мисленні. Хестер Панім[прояснити]  —  екзегетик, пояснював цімцум як процес до Сотворіння, але в історії ця сама «структура» також присутня. Характеристика Голокосту відносить його до частиною цієї структури історії:
Це можна порівняти з людиною, яка йде вниз у темряві ночі. Боявся він теренів і колодязів, диких звірів і розбійників; не знаючи, куди він іде. Знайшовши палаючий смолоскип, він позбувся колючок і ям, але все ще боявся диких звірів і бандитів... не знаючи, де він. На світанку його врятували від диких звірів і бандитів, але він ще не знав, куди йде. Коли він підійшов до роздоріжжя, він врятувався від усіх.... Що це за перехрестя? Рав Чісда каже: «Це талмідський чачам і день смерті» (Талмуд, Сотах 21а)

## Застосування в клінічній психології
Ізраїльський професор Мордехай Ротенберг вважає, що кабалістично-хасидська парадигма цімцуму має значне значення для клінічної психології. Згідно з цією парадигмою, «самостиснення» Бога, задля звільнення простору для світу, служить моделлю людської поведінки та взаємодії. Модель цімцуму сприяє унікальному підходу, орієнтованому на громаду, який різко контрастує із західними напрямками в психології.  

## У масовій культурі
Цімцум займає центральне місце в сюжеті роману Ар'є Лева Столлмана «Далекий Євфрат» 1997 року.
Цімцум згадується як предмет захоплення Нахмана Самуеля бен Леві з Буська та його друга Лейбка, персонажів роману Ольги Токарчук «Книги Якова» .
«Цім цум» — це назва збірки віньєток фотографині Сабріни Ора Марк (вид. 2009).
У романі Яна Мартела «Життя Пі» та його екранізації 2012 року вантажне судно під назвою «Цімцум» тоне в центральному місці сюжету. Історія стосується існування чи неіснування божественної сили, а затоплення корабля знаменує собою створення всесвіту в алегорії роману.

## Дивіться також
- Акосмізм
- Апейрон (космологія)
- Великий відскок
- Інфляція (космологія)
- Монізм
- Нондуалізм

## Зовнішні посилання
- Цимцум: Початок, chabad.org
- Tanya, Shaar HaYichud VehaEmunah Shneur Zalman of Liadi — див. Lessons in Tanya, chabad.org
- Shaar HaYichud - The Gate of Unity, Dovber Schneuri — детальне пояснення поняття Цимцум.
- Veyadaata - To Know Gd, Sholom Dovber Schneersohn, хасидська розмова про парадокс Цимцума
- inner.org, "Основи каббали та хасідута"
- Таня: Цимцум і зброя економіки у світі з Цедакою (www.chabad.org)